# Der kleine Eisbär (Lied)
Der kleine Eisbär ist ein Lied, das im Jahre 1951 aufgenommen und als Schellackplatte veröffentlicht wurde. 
Die Melodie wurde komponiert von Alex Rolf Ander. Erst im Jahre 2013 wurde öffentlich bekannt, dass Ander ein Pseudonym des Komponisten Rolf Alexander Wilhelm (1927–2013) ist. Der Text stammt von Fred Rauch (1909–1997). Als Orchester spielt Horst Wende mit seiner kleinen Tanz-Besetzung und den Solisten Horst Wende am Akkordeon und Gerhard Gregor an der Hammond-Orgel. Es singen die Cyprys mit Kinderchor.
Es beginnt mit den Zeilen:
Hoch vom Norden her, kam ein kleiner Bär
weiß vom Kopf bis zum Po...
Der Eisbär sieht sich in der ganzen Stadt um. Schließlich besucht er auch den Zoo, wo er von einem Wärter in einen Zookäfig eingesperrt wird. Seine Beschwerden werden als berechtigt dargestellt, bleiben aber erfolglos, und das Lied endet mit den Worten: 
Kommt vom Norden her, so ein kleiner Bär,
darf er nicht im Tierpark bummeln geh'n
Das Lied wurde im Jahre 2003 in der Originalversion auch auf CD veröffentlicht.